# Dreyfus Night in Paris
Dreyfus Night in Paris è un album registrato dal vivo da un quintetto formato dal bassista Marcus Miller, il pianista Michel Petrucciani, il chitarrista Bireli Lagrene, il sassofonista Kenny Garrett ed il batterista Lenny White e pubblicato dall'etichetta francese Dreyfus Jazz.

## Il disco
La casa discografica francese Dreyfus organizzò il 7 luglio 1994, presso il Palazzo degli Sport a Parigi la seconda edizione della Dreyfus Night, il cui maestro di cerimonia era Michel Petrucciani. La Dreyfus invitò a parteciparvi Marcus Miller che aveva suonato a Parigi col proprio gruppo la sera precedente. Di questo gruppo faceva parte anche il sassofonista Kenny Garrett.
Per il concerto si costituì quindi spontaneamente un quintetto composto da Miller, Garrett e da altri musicisti che non avevano mai suonato tra loro né con i due già citati, se si esclude una collaborazione di Michel Petrucciani con Lenny White. Il quinto componente di questo gruppo improvvisato era il chitarrista francese Biréli Lagrène.
Nonostante la mancanza di esperienza diretta tra i componenti, il concerto si rivelò di alto livello e ne venne ricavato un CD, pubblicato nel 2003.
Il disco si compone di soli 3 brani, di oltre 15 minuti ciascuno. Il primo brano è Tutu, che Marcus Miller aveva composto per l'omonimo album registrato con Miles Davis nel 1986 e nel quale quasi tutti gli strumenti vengono suonati dallo stesso Miller, ad eccezione della tromba. Qui l'esecuzione è completamente diversa, ma non meno emozionante.
Il secondo brano è The King is Gone, composto ancora da Miller, questa volta in occasione della morte dello stesso Miles Davis. Il brano apparve nel terzo album solista del bassista, registrato nel 1993.
L'ultimo brano è Looking Up, composto da Petrucciani e registrato inizialmente nell'album Music del 1989.
In tutto il concerto i cinque musicisti riescono ad amalgamarsi senza prevaricarsi né esagerare in assoli insistiti e si dividono equamente la scena con un'intesa che solo la loro grande maestria consente, considerando che è la prima (ed unica) volta che suonano insieme, senza alcuna prova, e considerando anche la diversa impostazione dei brani scritti da Miller rispetto a quello di Petrucciani. I due leader, peraltro, non mettono in ombra gli altri componenti, con il sax di Garrett che si erge spesso a protagonista, lasciando spazio anche agli assoli della chitarra di Lagrène e all'accompagnamento sempre molto presente della batteria di White.

## Tracce
1. Tutu – (M. Miller) - 16:36
2. The King Is Gone - (M. Miller) - 17:19
3. Looking Up - (M. Petrucciani) - 16:32

## Formazione
- Marcus Miller – basso elettrico
- Michel Petrucciani - pianoforte
- Kenny Garrett - sassofono contralto e soprano
- Bireli Lagrene - chitarra
- Lenny White - batteria